# Dendrite apicale
Un dendrite apicale è un dendrite che si sviluppa dall'apice di una cellula piramidale e la distingue dalle cellule stellate. È una delle due categorie principali di dendrite.